# Zamopsyche
Zamopsyche är ett släkte av fjärilar. Zamopsyche ingår i familjen säckspinnare.
Kladogram enligt Catalogue of Life:
| Zamopsyche | \| \| Zamopsyche commentella \| \| \| \| \| \| Zamopsyche hawardi \| \| \| \| |
|            | \| \| Zamopsyche commentella \| \| \| \| \| \| Zamopsyche hawardi \| \| \| \| |
|            | Zamopsyche commentella                                                        |
|            |                                                                               |
|            | Zamopsyche hawardi                                                            |
|            |                                                                               |